# Tàu điện ngầm Seoul tuyến 5
Tàu điện ngầm Seoul tuyến 5 là một tuyến đường sắt đô thị dài từ phía Tây đến phía Đông Seoul, Hàn Quốc. Nó là một phần của Tàu điện ngầm Seoul và Tàu điện ngầm vùng thủ đô Seoul tuyến 5. Tất cả các phần đều nằm dưới lòng đất và cửa chắn sân ga được lắp đặt tại tất cả các nhà ga. Màu của tuyến là màu tím. Tất cả các phần được điều hành bởi Tổng công ty vận tải Seoul. Hướng di chuyển là bên phải.
Đây là tuyến tàu điện ngầm nằm hoàn toàn dưới lòng đất dài thứ 3 trên thế giới đứng sau Tàu điện ngầm Quảng Châu tuyến 3 và Tàu điện ngầm Bắc Kinh tuyến 10.

## Lịch sử
Tuyến được xây dựng từ 1990~1996 và là một liên kết Đông-Tây quan trọng liên kết Sân bay Gimpo, vùng doanh nghiệp Yeouido, thị trấn Seoul, và khu dân cư Gangdong.
Vào năm 1996 Tuyến 5 triển khai hoạt động không người lái. Tuy nhiên, người điều khiển rất cần thiết trong một số trường hợp của hệ thống tự động, do đó mỗi tàu điện ngầm phải có một người điều khiển.
Nó từng là tuyến tàu điện ngầm dài nhất thế giới trong 9 năm cho đến khi Tàu điện ngầm Quảng Châu tuyến 3 mở cửa vào 2005.
Vào tháng 12 năm 2010 tuyến lập kỷ lục là nơi có mức tiêu thụ dữ liệu  WiFi cao thứ ba trong Vùng thủ đô Seoul. Trung bình 1,67 lần cao hơn 14 tuyến tàu điện ngầm khác có lắp đặt WiFi.

## Bản đồ tuyến
|  |

|  |

|  |

|  |

|  |  |  |  |  |  |  |

|  |  |  |  |  |  |  |

|  |  |  |  |  |  |  |

|  |  |  |  |  |  |  |  |  |  |  |

|  |  |  |  |  |  |  |

|  |

|  |

|  |

|  |

|  |

|  |

|  |  |  |  |  |

|  |

|  |

|  |

|  |  |  |

|  |

|  |  |  |

|  |

|  |  |  |

|  |  |  |

|  |  |  |

|  |  |  |

|  |  |  |

|  |

|  |  |  |

|  |

|  |  |  |  |  |

|  |  |  |  |  |

|  |  |  |

|  |

|  |  |  |

|  |  |  |

|  |  |  |  |  |

|  |  |  |

|  |

|  |

|  |  |  |

|  |  |  |

|  |  |  |  |  |

|  |  |  |

|  |  |  |

|  |  |  |

|  |  |  |

|  |  |  |  |  |

|  |  |  |

|  |  |  |

|  |

|  |

|  |  |  |

|  |  |  |  |  |

|  |  |  |  |  |

|  |  |  |  |  |

|  |

|  |  |  |

|  |  |  |

|  |

|  |

|  |  |  |

|  |  |  |

|  |

|  |

|  |  |  |  |  |

|  |  |  |

|  |

| 40.5 |
| 0.0  |

|  |  |  |

| 41.7 |
| 1.2  |

|  |  |  |

| 43.1 |
| 2.6  |

|  |  |  |  |  |

| 44.0 |
| 3.5  |

|  |  |  |

|  |  |  |  |  |

|  |  |  |  |  |

| 44.9 |
| 4.4  |

|  |  |  |  |  |

|  |  |  |

|  |

|  |

|  |

|  |

|  |  |  |  |  |  |  |

|  |  |  |  |  |  |  |

|  |  |  |  |  |  |  |

|  |  |  |  |  |  |  |  |  |  |  |

|  |  |  |  |  |  |  |

|  |

|  |

|  |

|  |

|  |

|  |

|  |  |  |  |  |

|  |

|  |

|  |

|  |  |  |

|  |

|  |  |  |

|  |

|  |  |  |

|  |  |  |

|  |  |  |

|  |  |  |

|  |  |  |

|  |

|  |  |  |

|  |

|  |  |  |  |  |

|  |  |  |  |  |

|  |  |  |

|  |

|  |  |  |

|  |  |  |

|  |  |  |  |  |

|  |  |  |

|  |

|  |

|  |  |  |

|  |  |  |

|  |  |  |  |  |

|  |  |  |

|  |  |  |

|  |  |  |

|  |  |  |

|  |  |  |  |  |

|  |  |  |

|  |  |  |

|  |

|  |

|  |  |  |

|  |  |  |  |  |

|  |  |  |  |  |

|  |  |  |  |  |

|  |

|  |  |  |

|  |  |  |

|  |

|  |

|  |  |  |

|  |  |  |

|  |

|  |

|  |  |  |  |  |

|  |  |  |

|  |

| 40.5 |
| 0.0  |

|  |  |  |

| 41.7 |
| 1.2  |

|  |  |  |

| 43.1 |
| 2.6  |

|  |  |  |  |  |

| 44.0 |
| 3.5  |

|  |  |  |

|  |  |  |  |  |

|  |  |  |  |  |

| 44.9 |
| 4.4  |

|  |  |  |  |  |

|  |  |  |

## Ga

### Tuyến chính
| Số ga                       | Tên ga                                                         | Tên ga                          | Tên ga                    | Chuyển tuyến                   | Khoảng cách | Tổng khoảng cách | Vị trí | Vị trí          |
| Số ga                       | Tiếng Anh                                                      | Hangul                          | Hanja                     | Chuyển tuyến                   | Khoảng cách | Tổng khoảng cách | Vị trí | Vị trí          |
| --------------------------- | -------------------------------------------------------------- | ------------------------------- | ------------------------- | ------------------------------ | ----------- | ---------------- | ------ | --------------- |
| 510                         | Banghwa                                                        | 방화                            | 傍花                      |                                | 0.0         | 0.0              | Seoul  | Gangseo-gu      |
| 511                         | Gaehwasan                                                      | 개화산                          | 開花山                    |                                | 0.9         | 0.9              | Seoul  | Gangseo-gu      |
| 512                         | Sân bay Quốc tế Gimpo                                          | 김포공항                        | 金浦空港                  | (902) (A05) (G109) (S13)       | 1.2         | 2.1              | Seoul  | Gangseo-gu      |
| 513                         | Songjeong                                                      | 송정                            | 松亭                      |                                | 1.2         | 3.3              | Seoul  | Gangseo-gu      |
| 514                         | Magok (Home & Shopping)                                        | 마곡(홈앤쇼핑)                  | 麻谷                      |                                | 1.1         | 4.4              | Seoul  | Gangseo-gu      |
| 515                         | Balsan                                                         | 발산                            | 鉢山                      |                                | 1.2         | 5.6              | Seoul  | Gangseo-gu      |
| 516                         | Ujangsan                                                       | 우장산                          | 雨裝山                    |                                | 1.1         | 6.7              | Seoul  | Gangseo-gu      |
| 517                         | Hwagok                                                         | 화곡                            | 禾谷                      |                                | 1.0         | 7.7              | Seoul  | Gangseo-gu      |
| 518                         | Kkachisan                                                      | 까치산                          | 喜鵲山                    | (234-4) (Tuyến nhánh Sinjeong) | 1.2         | 8.9              | Seoul  | Gangseo-gu      |
| 519                         | Sinjeong (Eunhaengjeong)                                       | 신정(은행정)                    | 新亭(銀杏亭)              |                                | 1.3         | 10.2             | Seoul  | Yangcheon-gu    |
| 520                         | Mok-dong                                                       | 목동                            | 木洞                      |                                | 0.8         | 11.0             | Seoul  | Yangcheon-gu    |
| 521                         | Omokgyo (Sân vận động Mokdong)                                 | 오목교(목동운동장앞)            | 梧木橋 (木洞運動場)       |                                | 0.9         | 11.9             | Seoul  | Yangcheon-gu    |
| 522                         | Yangpyeong                                                     | 양평                            | 楊坪                      |                                | 1.1         | 13.0             | Seoul  | Yeongdeungpo-gu |
| 523                         | Văn phòng Yeongdeungpo-gu                                      | 영등포구청                      | 永登浦區廳                | (236)                          | 0.8         | 13.8             | Seoul  | Yeongdeungpo-gu |
| 524                         | Chợ Yeongdeungpo (Bệnh viện Thánh tim Hallym)                  | 영등포시장(한림대 한강성심병원) | 永登浦市場                |                                | 0.9         | 14.7             | Seoul  | Yeongdeungpo-gu |
| 525                         | Singil                                                         | 신길                            | 新吉                      | (138)                          | 1.1         | 15.8             | Seoul  | Yeongdeungpo-gu |
| 526                         | Yeouido                                                        | 여의도                          | 汝矣島                    | (915)                          | 1.0         | 16.8             | Seoul  | Yeongdeungpo-gu |
| 527                         | Yeouinaru                                                      | 여의나루                        | 汝矣渡口                  |                                | 1.0         | 17.8             | Seoul  | Yeongdeungpo-gu |
| 528                         | Mapo                                                           | 마포                            | 麻浦                      |                                | 1.8         | 19.6             | Seoul  | Mapo-gu         |
| 529                         | Gongdeok                                                       | 공덕                            | 孔德                      | (626) (K312) (A02)             | 0.8         | 20.4             | Seoul  | Mapo-gu         |
| 530                         | Aeogae                                                         | 애오개                          |                           |                                | 1.1         | 21.5             | Seoul  | Mapo-gu         |
| 531                         | Chungjeongno (Đại học Kyeonggi)                                | 충정로(경기대입구)              | 忠正路(京畿大入口)        | (243)                          | 0.9         | 22.4             | Seoul  | Seodaemun-gu    |
| 532                         | Seodaemun (Bệnh viện Kangbuk Samsung)                          | 서대문(강북삼성병원)            | 西大門(江北三星病院)      |                                | 0.7         | 23.1             | Seoul  | Jongno-gu       |
| 533                         | Gwanghwamun (Trung tâm biểu diễn nghệ thuật Sejong)            | 광화문(세종문화회관)            | 光化門 (世宗文化會館)     |                                | 1.1         | 24.2             | Seoul  | Jongno-gu       |
| 534                         | Jongno 3(sam)-ga (Công viên Tapgol)                            | 종로3가(탑골공원)               | 鍾路3街(塔骨公園,仁寺洞)  | (130) (329)                    | 1.2         | 25.4             | Seoul  | Jongno-gu       |
| 535                         | Euljiro 4(sa)-ga (Thẻ BC)                                      | 을지로4가(BC카드)               | 乙支路4街                 | (204)                          | 1.0         | 26.4             | Seoul  | Jung-gu         |
| 536                         | Công viên Lịch sử & Văn hóa Dongdaemun (DDP)                   | 동대문역사문화공원              | 東大門歷史文化公園        | (205) (422)                    | 0.9         | 27.3             | Seoul  | Jung-gu         |
| 537                         | Cheonggu                                                       | 청구                            | 靑丘                      | (634)                          | 0.9         | 28.2             | Seoul  | Jung-gu         |
| 538                         | Singeumho                                                      | 신금호                          | 新金湖                    |                                | 0.9         | 29.1             | Seoul  | Seongdong-gu    |
| 539                         | Haengdang                                                      | 행당                            | 杏堂                      |                                | 0.8         | 29.9             | Seoul  | Seongdong-gu    |
| 540                         | Wangsimni (Văn phòng Seongdong-gu)                             | 왕십리(성동구청)                | 往十里 (城東區廳)         | (208) (K116) (K210)            | 0.9         | 30.8             | Seoul  | Seongdong-gu    |
| 541                         | Majang                                                         | 마장                            | 馬場                      |                                | 0.7         | 31.5             | Seoul  | Seongdong-gu    |
| 542                         | Dapsimni                                                       | 답십리                          | 踏十里                    |                                | 1.0         | 32.5             | Seoul  | Dongdaemun-gu   |
| 543                         | Janghanpyeong                                                  | 장한평                          | 長漢坪                    |                                | 1.2         | 33.7             | Seoul  | Dongdaemun-gu   |
| 544                         | Gunja (Neung-dong)                                             | 군자(능동)                      | 君子(陵洞)                | (725)                          | 1.5         | 35.2             | Seoul  | Gwangjin-gu     |
| 545                         | Achasan (Lối vào phía sau Công viên lớn dành cho Trẻ em Seoul) | 아차산(어린이대공원후문)        | 峨嵯山 (어린이大公園後門) |                                | 1.0         | 36.2             | Seoul  | Gwangjin-gu     |
| 546                         | Gwangnaru (Đại học Trưởng lão & Chủng viện Thần học)           | 광나루(장신대)                  | 廣나루 (長神大)           |                                | 1.5         | 37.7             | Seoul  | Gwangjin-gu     |
| 547                         | Cheonho (Pungnaptoseong)                                       | 천호(풍납토성)                  | 千戶 (風納土城)           | (811)                          | 2.0         | 39.7             | Seoul  | Gangdong-gu     |
| 548                         | Gangdong                                                       | 강동                            | 江東                      | (Tuyến nhánh Macheon)          | 0.8         | 40.5             | Seoul  | Gangdong-gu     |
| 549                         | Gil-dong                                                       | 길동                            | 吉洞                      |                                | 0.9         | 41.4             | Seoul  | Gangdong-gu     |
| 550                         | Gubeundari (Trung tâm cộng đồng Gangdong)                      | 굽은다리(강동구민회관앞)        | (江東區民會館)            |                                | 0.8         | 42.2             | Seoul  | Gangdong-gu     |
| 551                         | Myeongil                                                       | 명일                            | 明逸                      |                                | 0.7         | 42.9             | Seoul  | Gangdong-gu     |
| 552                         | Godeok (Bệnh viện Đại học Kyung Hee tại Gangdong)              | 고덕(강동경희대병원)            | 高德                      |                                | 1.2         | 44.1             | Seoul  | Gangdong-gu     |
| 553                         | Sangil-dong                                                    | 상일동                          | 上一洞                    |                                | 1.1         | 45.2             | Seoul  | Gangdong-gu     |
| ↓ Tuyến Hanam đến Ga Gangil |                                                                |                                 |                           |                                |             |                  | Seoul  | Gangdong-gu     |

### Tuyến nhánh Macheon
| Số ga | Tên ga                                                 | Tên ga               | Tên ga                | Chuyển tuyến  | Khoảng cách | Tổng khoảng cách | Vị trí | Vị trí      |
| Số ga | Tiếng Anh                                              | Hangul               | Hanja                 | Chuyển tuyến  | Khoảng cách | Tổng khoảng cách | Vị trí | Vị trí      |
| ----- | ------------------------------------------------------ | -------------------- | --------------------- | ------------- | ----------- | ---------------- | ------ | ----------- |
| 548   | Gangdong                                               | 강동                 | 江東                  | (Tuyến chính) | 0.8         | 40.5             | Seoul  | Gangdong-gu |
| P549  | Dunchon-dong                                           | 둔촌동               | 遁村洞                |               | 1.2         | 41.7             | Seoul  | Gangdong-gu |
| P550  | Công viên Olympic (Đại học Thể thao Quốc gia Hàn Quốc) | 올림픽공원(한국체대) | 올림픽公園 (韓國體大) | (936)         | 1.4         | 43.1             | Seoul  | Songpa-gu   |
| P551  | Bangi                                                  | 방이                 | 芳荑                  |               | 0.9         | 44.0             | Seoul  | Songpa-gu   |
| P552  | Ogeum                                                  | 오금                 | 梧琴                  | (352)         | 0.9         | 44.9             | Seoul  | Songpa-gu   |
| P553  | Gaerong                                                | 개롱                 | 開籠                  |               | 0.9         | 45.8             | Seoul  | Songpa-gu   |
| P554  | Geoyeo                                                 | 거여                 | 巨餘                  |               | 0.9         | 46.7             | Seoul  | Songpa-gu   |
| P555  | Macheon                                                | 마천                 | 馬川                  |               | 0.9         | 47.6             | Seoul  | Songpa-gu   |